# Nedre Aspa
Nedre Aspa är en bebyggelse i Ludgo socken i Nyköpings kommun, belägen vid länsväg 223, omkring 20 kilometer norr om Nyköping och strax söder om orten Aspa.   
1990 ingick området i småorten Aspa. Vid SCBs avgränsning 2010 klassades området som en separat småort som sedan 2023 avregistrerades.